# Travel-Log
Travel-Log es el noveno álbum de estudio del músico estadounidense JJ Cale, publicado por la compañía discográfica Silvertone Records en febrero de 1990. El álbum alcanzó el puesto 131 de la lista estadounidense Billboard 200.

## Lista de canciones
Todas las canciones escritas y compuestas por JJ Cale excepto donde se anota. 
| N.º | Título               | Escritor(es)                                  | Duración |  |
| 1.  | «Shanghaid»          | Audie Ashworth, JJ Cale                       | 2:37     |  |
| 2.  | «Hold On Baby»       |                                               | 3:02     |  |
| 3.  | «No Time»            |                                               | 3:13     |  |
| 4.  | «Lady Luck»          |                                               | 2:41     |  |
| 5.  | «Disadvantage»       | JJ Cale, Drummond, Karstein, Lakeland, Oldham | 3:35     |  |
| 6.  | «Lean on Me»         |                                               | 3:19     |  |
| 7.  | «End of the Line»    |                                               | 3:09     |  |
| 8.  | «New Orleans»        |                                               | 2:33     |  |
| 9.  | «Tijuana»            |                                               | 3:54     |  |
| 10. | «That Kind of Thing» |                                               | 2:18     |  |
| 11. | «Who' Talking»       | Cale, Drummond, Tarczon                       | 3:27     |  |
| 12. | «Change Your Mind»   |                                               | 2:26     |  |
| 13. | «Humdinger»          |                                               | 3:24     |  |
| 14. | «River Boat Song»    |                                               | 3:07     |  |

## Personal
- JJ Cale: voz, guitarra y bajo
- Hoyt Axton: coros
- James Burton: guitarra
- Doug Belli: bajo
- Tim Drummond: bajo
- Jim Karstein: batería y percusión
- Jay Mitthauer: batería
- Jim Keltner: batería, percusión y órgano
- Christine Lakeland: guitarra, órgano y coros
- Spooner Oldham: teclados

## Posición en listas
| País           | Lista                | Posición |
| -------------- | -------------------- | -------- |
| Estados Unidos | Billboard 200        | 131      |
| Suecia         | Swedish Albums Chart | 50       |